# Picture Book (The Kinks)
Picture Book è una canzone del gruppo rock britannico The Kinks contenuta nell'album del 1968 The Kinks Are the Village Green Preservation Society.
Picture Book, anche se mai pubblicata su 45 giri, divenne popolare nel 2004 grazie al suo utilizzo per una pubblicità televisiva della Hewlett-Packard.

## Descrizione
Picture Book è una canzone che parla di come guardare un album fotografico, in cui sono state trovate le foto di "te nel tuo vestito di compleanno" e di "tua mamma e tuo papà, e il vecchio zio Charlie grasso che beve alcolici con i loro amici". Secondo quanto riferito, Davies ha avuto l'idea del tema musicale della traccia prima di scriverla. Inizialmente, il brano era stato progettato dal cantautore Ray Davies per essere utilizzato in un progetto solista, ma, nel maggio 1968, il brano fu registrato dai Kinks.
Il batterista Mick Avory ha rimosso i lacci dal suo rullante durante la registrazione per ottenere un suono diverso.
(Ray Davies)

## Formazione
- Ray Davies - voce e chitarra acustica
- Dave Davies - chitarra solista
- Pete Quaife - basso
- Mick Avory - batteria